# Stenocrates beckeri
Stenocrates beckeri är en skalbaggsart som beskrevs av Henry Fuller Howden 1970. Stenocrates beckeri ingår i släktet Stenocrates och familjen Dynastidae. Inga underarter finns listade i Catalogue of Life.